# Ofelió (pintor)
Ofelió (en llatí Ophelion, en grec antic  ̓Ωφελίων) fou un pintor grec d'època desconeguda.
Només se sap que va fer unes pintures de Pan i Aèrope. Sobre aquestes pintures hi ha uns epigrames que en parlen a l'Antologia grega.